# 희망의 힘 ~어른 프리큐어'23~
《희망의 힘 ~어른 프리큐어'23~》(일본어: キボウノチカラ〜オトナプリキュア'23〜 키보우노치카라 오토나 푸리큐아'23[*], 영어: Kibou no Chikara Otona Precure'23)는 도에이 애니메이션과 스튜디오 딘이 제작한 일본의 애니메이션이다. 《프리큐어 시리즈》의 스핀오프 작품으로 시리즈 20주년을 기념해 방영 중이다. 일본에서 2023년 10월 7일부터 12월 23일까지 NHK 교육 텔레비전을 통해 방영되었다. 
대한민국에서는 애니플러스에서 10월 13일부터 매주 금요일 저녁에 한일간 동시방영 및 자막 방영을 한다. 원래 프리큐어 시리즈는 대원방송에서 국내 판권을 소유하고 있으나 본작은 최초로 애니플러스에서 방영한다.

## 개요
- 프리큐어 시리즈 방영 20주년 기념 작품이다.
- 2007년과 2008년에 연속으로 방영했던 전 작품 Yes! 프리큐어5와 Yes! 프리큐어5 GoGo! 이후 15년만에 방영하게 되는 속편격 시퀄 애니메이션이며 주인공인 유메하라 노조미와 프리큐어들이 성인으로 성장한 이야기를 그린다. 후에 전작인 프리큐어 Splash Star가 추가되면서 8명의 프리큐어들이 주역을 맡았다.
- 프리큐어 시리즈 최초로 도에이 애니메이션과 스튜디오 딘이 공동제작하게 되었으며 제작위원회 명의로 나온다.

## 등장인물
유메하라 노조미(일본어: 夢原 のぞみ)
성우 - 산페이 유코

나츠키 린(일본어: 夏木 りん)
성우 - 타케우치 쥰코

카스가노 우라라(일본어: 春日野 うらら)
성우 - 이세 마리야

아키모토 코마치(일본어: 秋元 こまち)
성우 - 나가노 아이

미나즈키 카렌(일본어: 水無月 かれん)
성우 - 마에다 아이

미미노 쿠루미(일본어: 美々野 くるみ )
성우 - 센다이 에리

휴가 사키(일본어: 日向 咲)
성우 - 키모토 오리에

미쇼 마이(일본어: 美翔 舞)
성우 - 에노모토 아츠코

오오타 유코(일본어: 太田 優子)
성우 - 죠 마사코

호시노 켄타(일본어: 星野 健太)
성우 - 타케우치 쥰코

키류 미치루(일본어: 霧生 満)
성우 - 후치자키 유리코

키류 카오루(일본어: 霧生 薫)
성우 - 오카무라 아케미

코코(일본어: ココ)
성우 - 쿠사오 타케시

넛츠(일본어: ナッツ)
성우 - 이리노 미유

시럽(일본어: シロップ)
성우 - 파쿠 로미

미스미 나기사(일본어: 美墨 なぎさ)
성우 - 혼나 요코

유키시로 호노카(일본어: 雪城 ほのか)
성우 - 유카나

쿠조 히카리(일본어: 九条 ひかり)
성우 - 타나카 리에

## 방영 목록
| 화수 | 제목                           | 방송일(일본)     | 방송일[애니플러스](대한민국, 자막판) |
| ---- | ------------------------------ | ---------------- | ------------------------------------ |
| 1    | ミライノカタチ 미래의 모습     | 2023년 10월 7일  | 2023년 10월 13일                     |
| 2    | ケツイノスガタ 결의 모습       | 2023년 10월 14일 | 2023년 10월 20일                     |
| 3    | ココロノキオク 마음의 기억     | 2023년 10월 21일 | 2023년 10월 27일                     |
| 4    | マヨイノツバサ 의심의 날개     | 2023년 10월 28일 | 2023년 11월 3일                      |
| 5    | ノゾミノノゾミ 노조미의 소망   | 2023년 11월 4일  | 2023년 11월 10일                     |
| 6    | ホノオノユラギ 불꽃의 흔들림   | 2023년 11월 11일 | 2023년 11월 17일                     |
| 7    | ウレイノカジツ 슬픔의 과일     | 2023년 11월 18일 | 2023년 11월 24일                     |
| 8    | ワタシノマチ 내 도시           | 2023년 11월 25일 | 2023년 12월 1일                      |
| 9    | フタリノキズナ 두 사람의 인연  | 2023년 12월 2일  | 2023년 12월 8일                      |
| 10   | サイゴノヤクソク 마지막의 약속 | 2023년 12월 9일  | 2023년 12월 15일                     |
| 11   | キボウノチカラ 미래의 끝       | 2023년 12월 16일 | 2023년 12월 22일                     |
| 12   | キボウノチカラ 희망의 힘       | 2023년 12월 23일 | 2023년 12월 29일                     |

## 같이 보기
- 빛의 전사 프리큐어
- 두 사람은 프리큐어 Max Heart
- 두 사람은 프리큐어 Splash Star
- Yes! 프리큐어5

## 참조